# Louise Hirbour
Louise Hirbour (* 23. Mai 1938 in Montreal) ist eine kanadische Musikwissenschaftlerin und -pädagogin.

## Leben
Hirbour studierte Musik in Montreal und von 1965 bis 1968 in Paris an der Schola Cantorum bei Olivier Alain und am Institut de musicologie der Sorbonne. Nach ihrer Rückkehr nach Montreal arbeitete sie mit Jean-Jacques Nattiez auf dem neuen Forschungsgebiet der Musiksemiotik. Gegenstand ihrer Dissertation waren die 24 Préludes von Claude Debussy (Analyse sémiologique des préludes pour piano de Claude Debussy : vers une caractérisation stylistique de la "mélodie".).
Ab 1972 unterrichtete Hirbour an der Universität Montreal. Bekannt wurde sie durch ihre Forschungen zu dem Komponisten Edgard Varèse. Zu der von Pierre Boulez und Jean-Jacques Nattiez 1983 veröffentlichten Sammlung von Schriften über Varèse trug sie eine Anthologie seiner Schriften bei. Für die 1989 erschienene Neuauflage des Buches Edgar Varèse von Fernand Ouellette kompilierte sie die komplette Bibliographie und Diskographie des Komponisten. Für Hélène Pauls und Louise Bail Milots Buch Initiation à la littérature musicale (1987) schrieb sie das Kapitel La musique du XXe siècle.